# نهر أبيستا
نهر أبيستا هو نهر يقع مقاطعتي أليتس وفارينا جنوب ليتوانيا، ويسري النهر في مجري مائي طوله حوالي 22 كيلومتر وله مساحة مائية تُقدر ب87 كيلومتر مربع.
وهو رافد لنهر فارينيه، والذي يصب في نهر نيمان عبر نهر ميركس.